# FK Iskra Danilovgrad
El Fudbalski klub Iskra Danilovgrad (en español: Fútbol Club Iskra Danilovgrad) es un equipo de fútbol de Montenegro que juega en la Segunda División de Montenegro, la segunda liga de fútbol más importante del país.

## Historia
Fue fundado en el año 1919 en el poblado de Danilovgrad y jugará por primera vez en la Primera División de Montenegro para la temporada 2015/16 luego de obtener el título de la Segunda División de Montenegro en la temporada 2014/15.

## Palmarés
- Segunda División de Montenegro: 1

2014/15

## Participación en competiciones de la UEFA
| 2020–21 | UEFA Europa League       | Ronda Preliminar | FC Santa Coloma   | –   | 0–0 | 0–0 (4:3 pen.) | 0–0 (4:3 pen.) | 0–0 (4:3 pen.) |
| 2020–21 | UEFA Europa League       | Primera ronda    | Lokomotiv Plovdiv | 0–1 | –   | 0–1            | 0–1            | 0–1            |
| 2022-23 | Europa Conference League | Primera ronda    | Laçi              | 0-1 | 0-0 | 0-1            |                |                |